# Kunabevu, Chitradurga
Kunabevu là một làng thuộc tehsil Chitradurga, huyện Chitradurga, bang Karnataka, Ấn Độ.